# Ars Electronica
Ars Electronica (pseudo-łac. sztuka elektroniczna) – doroczny festiwal sztuki, technologii i społeczności elektronicznej odbywający się w Linzu we wrześniu. Od 1979 do 1986 był częścią International Bruckner Festival, obecnie jest oddzielnym festiwalem. Od 1987 podczas festiwalu przyznawane są nagrody Prix Ars Electronica w siedmiu kategoriach, między innymi w dziedzinie sztuki elektronicznej i interaktywnej, animacji komputerowej, kultury cyfrowej i muzyki elektronicznej.